# Food & Friends
FOOD & FRIENDS – polski kwartalnik kulinarno-lifestylowy, ukazujący się od października 2010 roku, założony przez Igora Grzeszczuka oraz Camillę Hultqvist, wydawany w Poznaniu.

## Opis
Magazyn wzorowany był na czasopiśmie MAT & VÄNNER założonym przez szwedzkich dziennikarzy i szefów kuchni. Łączy w sobie funkcję pisma kulinarno-lifestylowego oraz książki kucharskiej. W 2016 roku przeszedł redesign, od tego czasu ukazuje się w nowej szacie graficznej.
Zawiera m.in. następujące rubryki:
- Dobrze Namieszane – najciekawsze wydarzenia i publikacje kulinarne oraz design z Polski i ze świata
- Wine Corner – rubryka tworzona przez ekspertów poświęcona winom
- Przepisy – przepisy kulinarne przygotowane przez prezentowanych w numerze szefów kuchni
- Ulubione Adresy – lista najciekawszych kulinarnych adresów w Polsce

Czasopismo poza stałymi rubrykami w każdym numerze prezentuje autorskie reportaże z restauracji w kraju oraz jednej restauracji zagranicznej. Na łamach FOOD & FRIENDS prezentowane były znane postaci świata gastronomii, kucharze nagrodzeni przez Przewodnik Michelin i laureaci rankingu The World’s 50 Best Restaurants, między innymi Rene Redzepi, Magnus Nilsson, Norbert Niederkofler, Giancarlo Morelli, Diego Guerrero, czy polscy zdobywcy gwiazdki Michelin Wojciech Modest Amaro, Andrea Camastra i Przemysław Klima.
W 2018 roku FOOD & FRIENDS otrzymało nagrodę Prix Multimedia przyznaną przez francuską Académie Internationale de la Gastronomie.
Od marca 2020 roku magazyn rozpoczął publikację numerów w wersji elektronicznej.
Wydawcami FOOD & FRIENDS są Igor Grzeszczuk i Camilla Hultqvist, redaktorem naczelnym jest Igor Grzeszczuk, zastępczynią redaktora naczelnego jest Camilla Hultqvist, a dyrektorem artystycznym Irek Popek.